# Carlos Moyá
Carlos Moyá Llompart (Palma de Mallorca, 27. kolovoza 1976.), je španjolski tenisač.
Profesionalnu karijeru započeo je 1995. godine. Do sada je osvojio 20 turnira, a od toga je 5 puta pobijedio u Umagu na Croatia Openu - Međunarodnom prvenstvu Hrvatske u tenisu. 0d 1996. godine u Umagu je nastupio 14 puta zaredom. Godine 1998. osvojio je svoj prvi i dosad jedini Grand Slam turnir Roland Garros. 15. ožujka 1999. plasirao se na prvo mjesto svjetske ATP-ove ljestvice, no uspio ga je zadržati svega dva tjedna.